# Ignacije Carigradski
Sveti Ignacije (grč. Ιγνάτιος; o. 798. — 23. listopada 877.) bio je patrijarh Carigrada dvaput — od 4. srpnja 847. do 23. listopada 858. te od 23. studenog 867. do svoje smrti, 23. listopada 877. U katoličanstvu i pravoslavlju slavljen je kao svetac, a spomendan mu je 23. listopada.
Ignacije je rođen oko 798. godine kao Niketa, sin bizantskoga cara Mihaela I. Rangabea i njegove supruge, carice Prokopije, kćeri cara Nikefora I. Godine 813., car Mihael je svrgnut te je Ignacije kastriran. Ignacije je postao redovnik te je osnovao tri manastira na arhipelagu danas znanom kao Prens Adaları.
Carica Teodora je izabrala Ignacija za novog patrijarha nakon smrti Metodija I. 847. Ignacije je bio žestok protivnik ikonoklasta te je smijenio nadbiskupa Sirakuze, Grgura Asbestasa. Nakon što se Teodorin sin, car Mihael III., oslobodio majčina utjecaja, Ignacije je bio prisiljen povući se te je patrijarhom postao Focije, koji je ukinuo neke mjere koje je bio uveo Ignacije. Ignacijevi pristaše su zamolili papu Nikolu I. da nešto učini glede toga te je papa ukorio Focija. Godine 867., Bazilije je uzurpirao prijestolje te je vratio Ignacija na stari položaj. Ignacije je umro 23. listopada 877. te ga je (opet) naslijedio Focije.